# Bryan Organ
Bryan Organ (Leicester, 31 agosto 1935) è un pittore britannico celebre per i suoi ritratti di personaggi famosi, fra cui membri della famiglia reale britannica, cantanti, scienziati e personalità del mondo dello sport.

## Biografia
Nato a Leicester nel 1935, Organ studiò dapprima all'università di Loughborough (presso il quale diverrà docente dal 1959 al 1966) per poi passare alla Royal Academy of Arts. Nel frattempo, nel 1958, Organ aveva tenuto la sua prima mostra personale presso la Leicester City Art Gallery. Il primo ritratto di Organ è quello raffigurante il giornalista e scrittore satirico Malcolm Muggeridge, realizzato nel 1966. In seguito, l'artista ritrasse Elton John (1973), il principe Carlo (1980), la principessa Diana (1980) e altri noti personaggi. Nel 1984 Organ realizzò un dipinto raffigurante François Mitterrand, divenendo così il primo artista non francese a ritrarre un presidente della Francia. Oltre ai ritratti, Organ realizzò diverse litografie di uccelli e altri animali fra cui Four Heads of Wild Cats (1974), Monarch of the Glen after Landseer (1974) e Four Birds (1977). Organ è anche il padrino di Henry, duca di Sussex. Le opere di Organ sono esposte in diversi musei e istituzioni culturali, fra cui la National Portrait Gallery, il Leicester Museum & Art Gallery, il Centro Cultural Banco do Brasil e l'Università di Oxford.